# Browningia chlorocarpa
Browningia chlorocarpa är en kaktusväxtart som först beskrevs av Carl Sigismund Kunth, och fick sitt nu gällande namn av W.T. Marshall. Browningia chlorocarpa ingår i släktet Browningia och familjen kaktusväxter. Inga underarter finns listade i Catalogue of Life.

## Bildgalleri

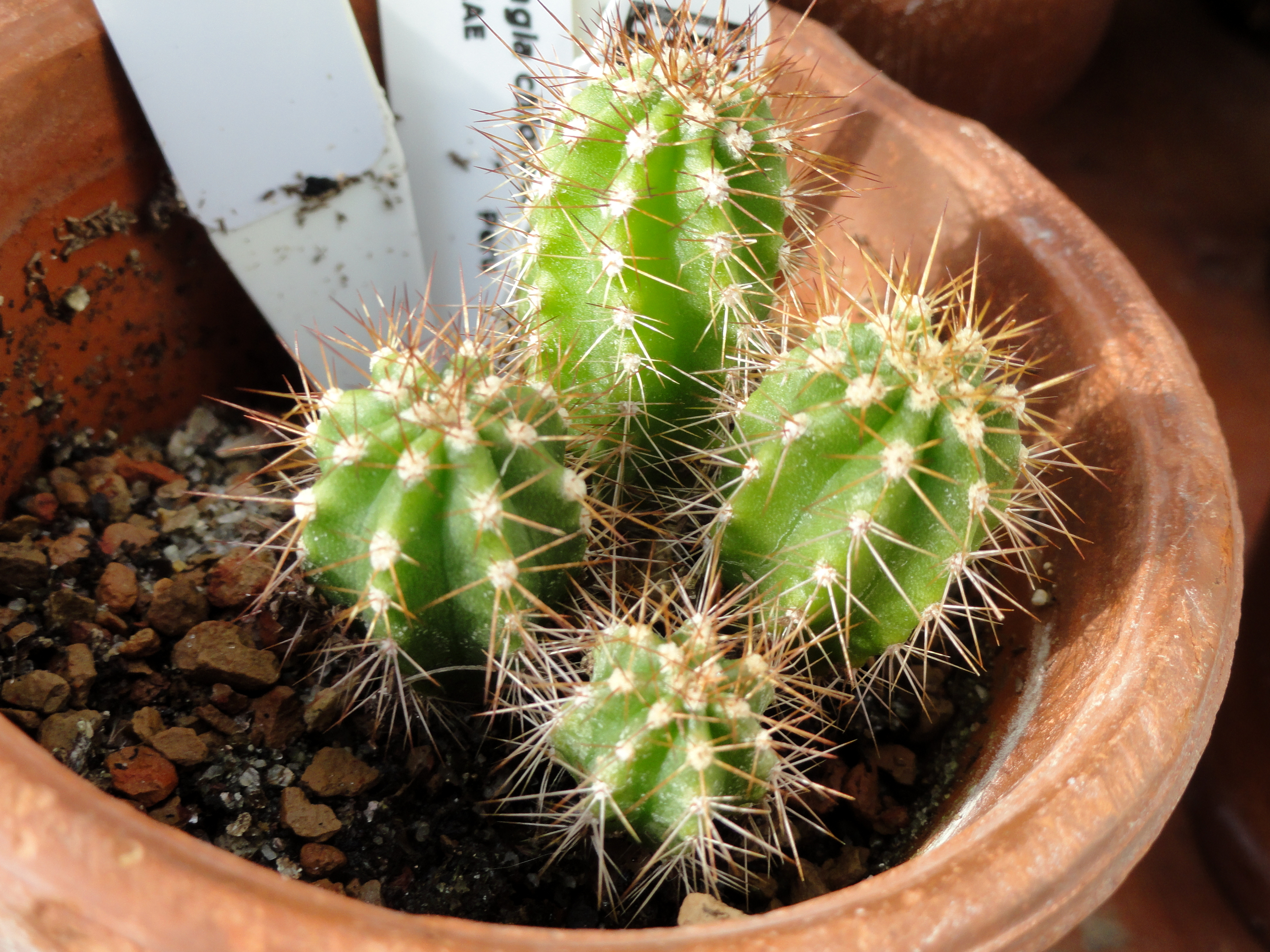
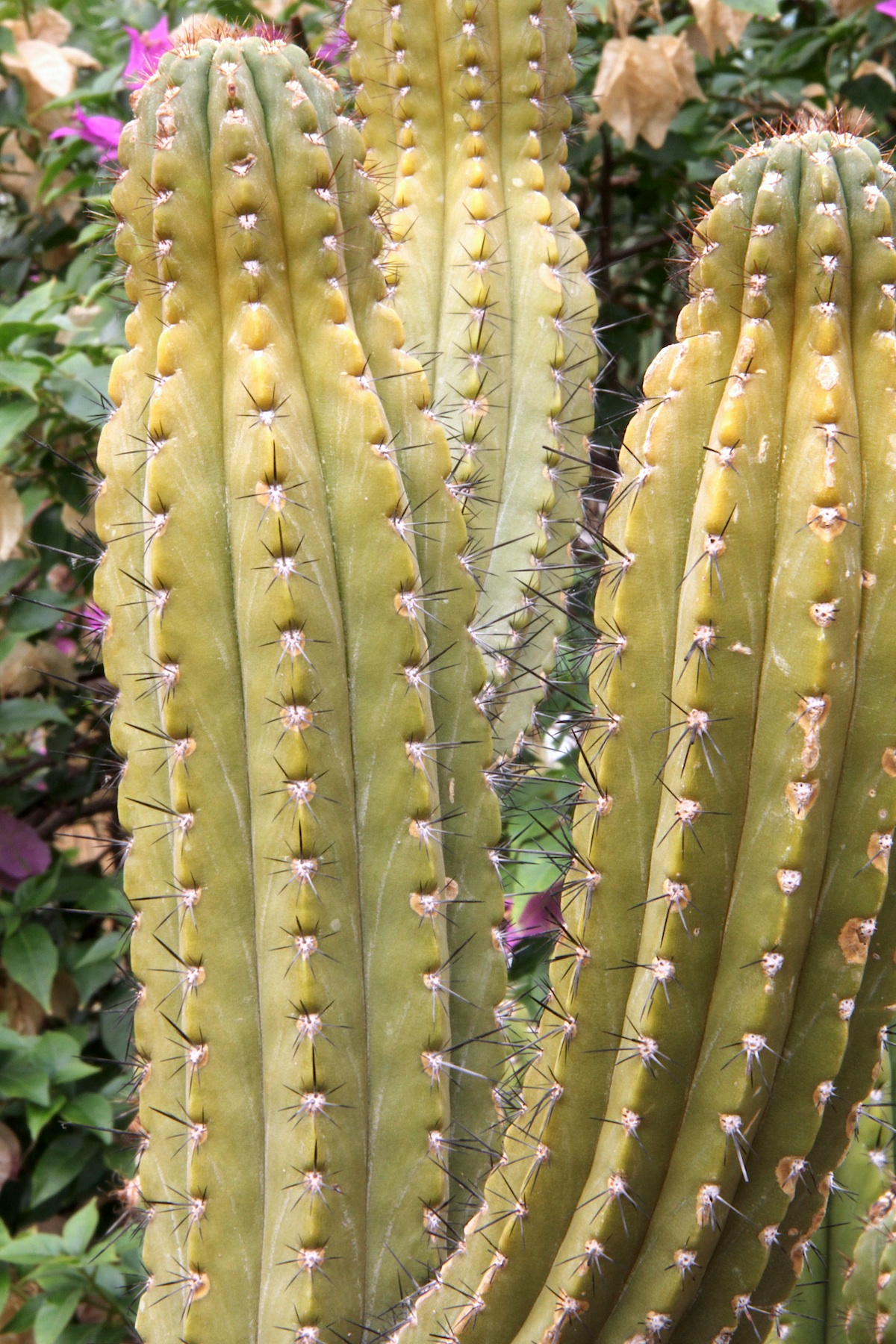